# Kröpeliner Tor Center Rostock
Das Kröpeliner Tor Center Rostock ist ein Einkaufszentrum in Rostock. Es befindet sich am Kröpeliner Tor an der Kröpeliner Straße. Das Zentrum wurde am 13. September 2007 eröffnet, verfügt über knapp 20.000 m² Verkaufsfläche und 40 Geschäfte. Es ist damit das größte innerstädtische Einkaufszentrum in Mecklenburg-Vorpommern. Der Gebäudekomplex umfasst zusätzlich Büros und ein Fitness-Studio, hinzu kommen knapp 400 PKW-Stellplätze.

## Geschichte
Die Bauarbeiten für das Einkaufszentrum begannen Anfang des Jahres 2006. Die Grundsteinlegung war am 29. Juni 2006, am 6. Juli 2007, erfolgte das Richtfest.

## Architektur
Das Einkaufszentrum ist durch helle, moderne Architektur mit mehreren großen Glasflächen geprägt. Die Hauptfläche der Glasfassade ist zur Kröpeliner Straße hin gewölbt. Im Inneren gibt es Atrien, die sich über mehrere Stockwerke erstrecken. Im Außenbereich befindet sich der Brunnen „Sieben stolze Schwestern küsst das Meer“ des Bildhauers Reinhard Dietrich aus dem Jahr 1970, welcher zuvor vor dem Hotel Warnow stand.